# Бенратская трамвайная сеть

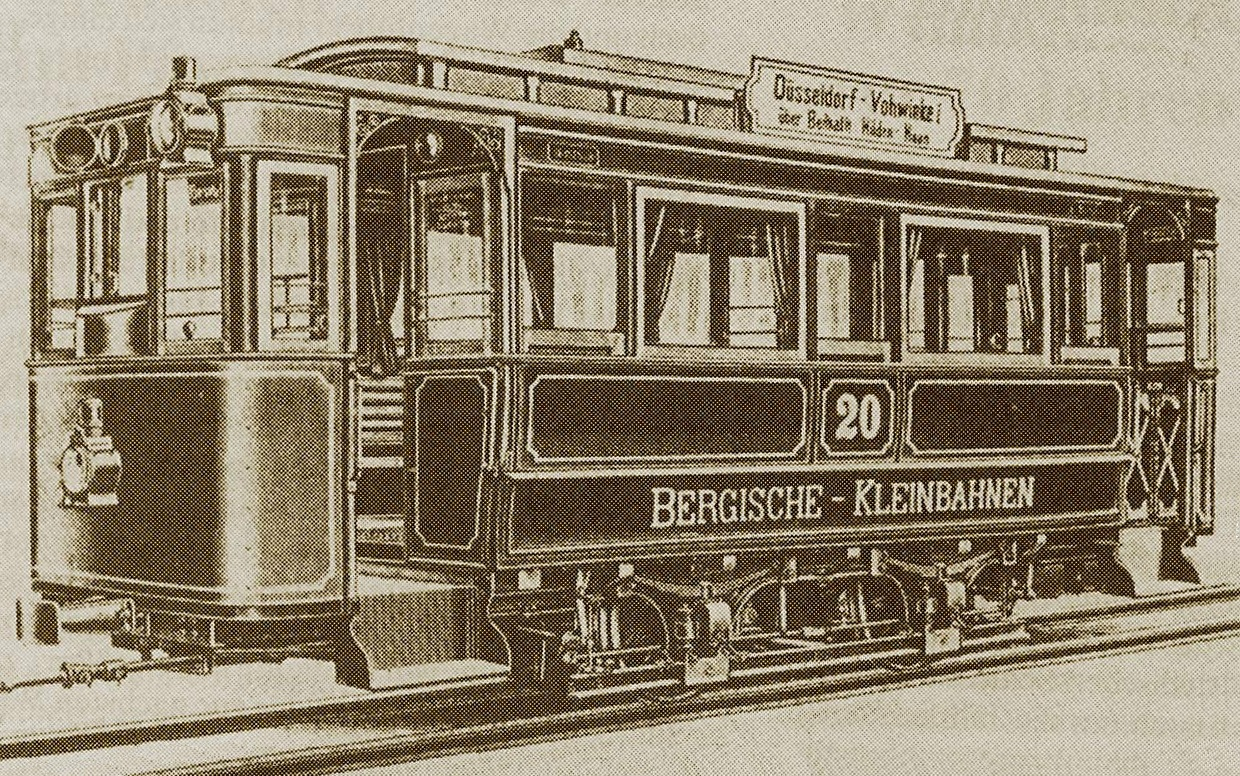
Бенратский трамвай

Бенратская трамвайная сеть (нем. Straßenbahn Benrather Netz) — сеть трамвайных линий Бенрата, существовавшая с конца XIX века по 1962 год.

## История: 1895—1911 годы
История трамвайной сети Бенрата начинается с 1895 года. Тогда город Бенрат приступил к постройке первой линии трамвая. 21 июня 1897 года Континентальным Обществом электрических предприятий Нюрнберга была основана акционерная «Малая Горная железная дорога» (Bergische Kleinbahn AG) c центром в Невигесе (под Эльберфельдом, ныне Вупперталем). Это акционерное общество посчитало целесообразным создать трамвайную сеть с центром в Бенрате, откуда строились трамвайные пути в направлении Дюссельдорфа, Хильдена, Хана, Олигса (Золингена) и Эльберфельда (Вупперталь-Фовинкель). Общая длина колеи составила 31 километр.
В отличие от трамвайной колеи Дюссельдорфа, ориентировавшейся на общеевропейские стандарты (ширина колеи 1435 мм), изначально колея бенратского трамвая была ровно 1000 мм, как свой специфический стандарт Малой Горной железной дороги, то есть строилась как трамвайная узкоколейка.
Уже в ближайшие годы после основания Бенратского трамвая были пущены в эксплуатацию следующие линии:
- 12 сентября 1898 года: Бенрат — Хильден (Benrath — Hilden).
- 12 декабря 1898 года: Бенрат — Обербильк (Дюссельдорф) (Benrath — Oberbilk).
- 12 января 1899 года: Хильден — Олигс (Hilden — Ohligs).
- 25 марта 1899 года: Хильден — Хан (Hilden — Haan).
- 10 июля 1899 года: Хан — Фовинкель (Haan — Vohwinkel). Время в пути из Бенрата — 69 минут.

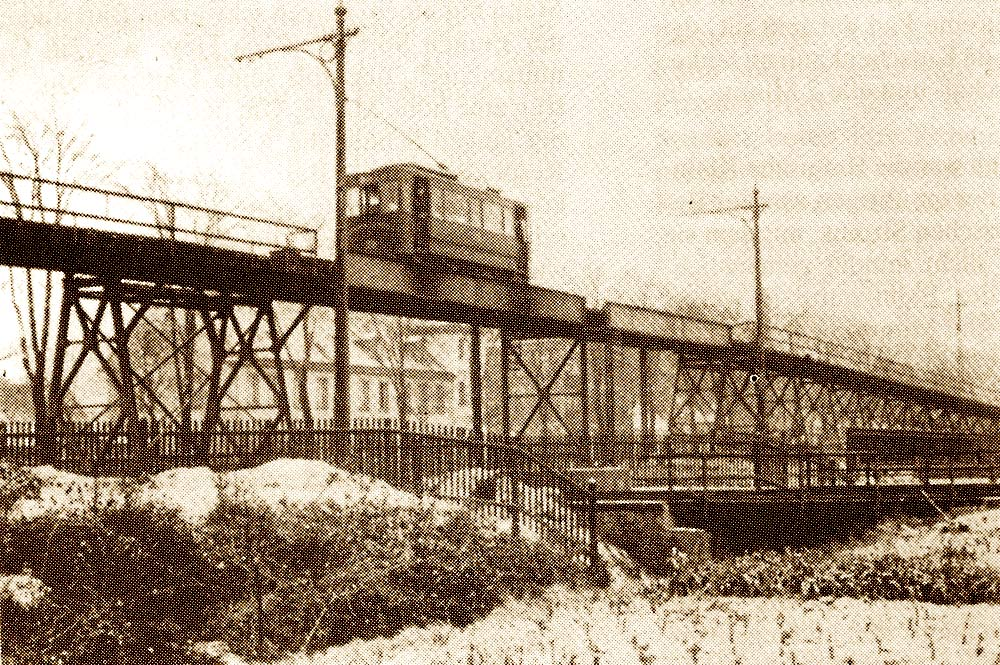
Трамвайная эстакада в Бенрате, 1900 год

Все линии первоначально были одноколейными и электрифицированными. Наиболее сложным в техническом отношении являлось строительство специальной трамвайной эстакады над железнодорожной линией Дюссельдорф-Кёльн в самом Бенрате.
Планы строительства бенратской трамвайной сети были гораздо шире. В дальнейшем предполагалось строительство следующих линий:
- Тёнисхайде — Фовинкель (Tönisheide — Vohwinkel) и таким образом соединить трамваем Бенрат и Меттман (Mettmann).
- Обербильк — мэрия Дюссельдорфа — Гавань (Oberbilk — Düsseldorfer Rathaus — Hafen), что выводило бы Бенрат в центр Дюссельдорфа и к Рейну.
- Обербильк — Эллер — Герресхайм (Oberbilk — Eller — Gerresheim).

Но этим планам не суждено было осуществиться, поскольку возникли финансовые затруднения, сложности с получением разрешений и, наконец, с началом Первой мировой войны.
26 сентября 1911 года акционерное общество «Рейнская железная дорога» (Rheinbahn AG) арендует у Малой Горной железной дороги всю бенратскую трамвайную сеть. Но этого оказалось недостаточно. Уже 1 октября 1911 года город Дюссельдорф выкупает бенратский трамвай у Малой горной железной дороги и сдаёт её в аренду своей Рейнской железной дороге. Бенрат временно остаётся самостоятельным трамвайным центром, но уже в системе трамвайных путей Дюссельдорфа.

## История: 1911—1945 годы

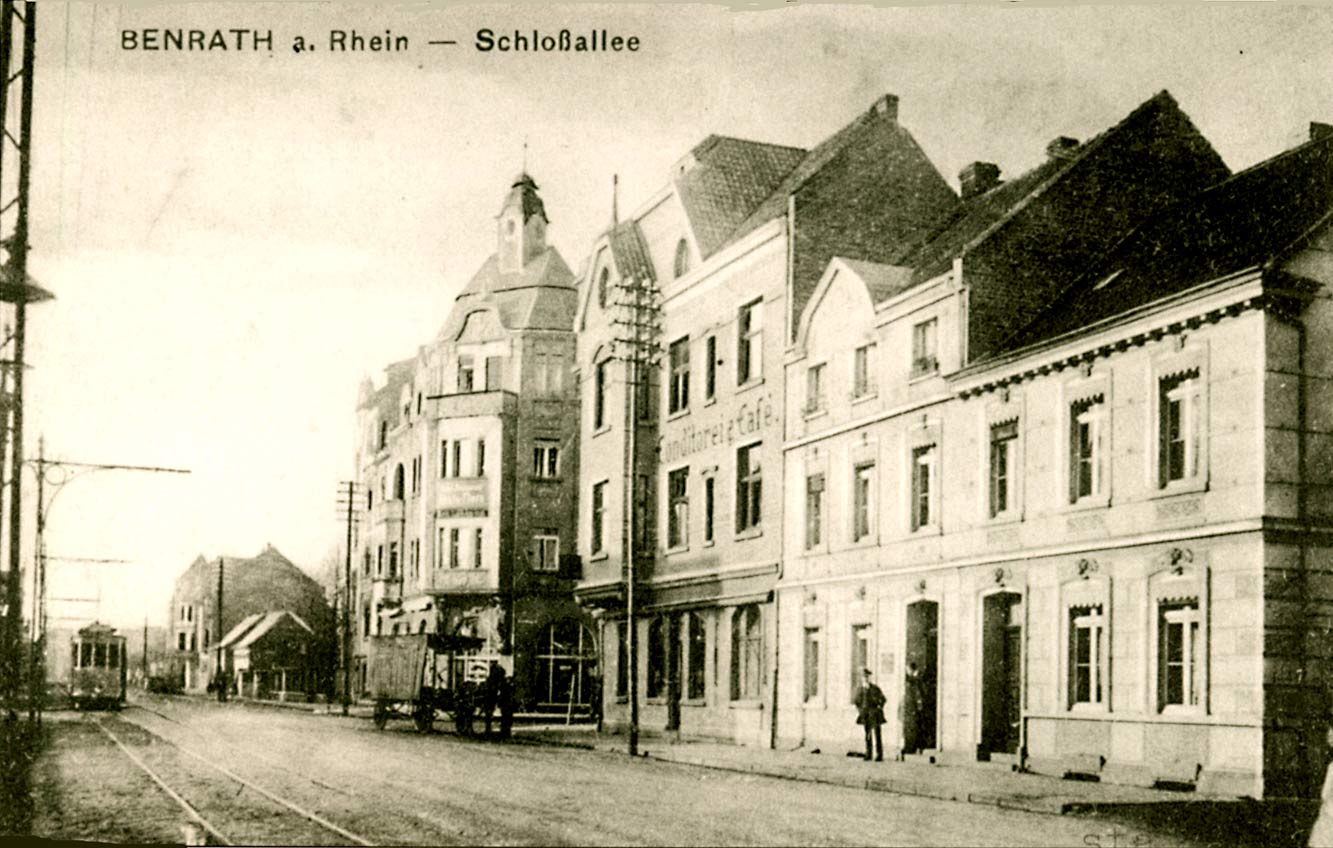
1910 год, Бенратер Шлоссаллее

Сложности бенратского узкоколейного трамвая и его стыковка с нормальной колеёй других трамвайных линий в районе Обербильк привели к тому, что начиная с 1914 года, трамвайный путь на Бенрат стал постепенно заменяться на колею нормальной ширины. Работу закончили в 1917 году. Одновременно, к 1 июня 1917 года были уложены вторые пути. Таким образом, собственно узкоколейная бенратская трамвайная сеть осталась только в направлении Олигса и Фовинкеля.
В 1926 году Бенрат был исходным пунктом трёх трамвайных линий:
- Номер 18: Железнодорожный вокзал Бенрат — Хольтхаузен — Верстен — Обербилькер Маркт — Главный вокзал — Бисмаркштрассе — Корнелиусплац — Мюленштрассе — Мэрия Дюссельдорфа — Флингерштрассе — Корнелиусштрассе — Хинденбургваль.
- Номер «О»: Бенрат — Хильден — Олигс.
- Номер «V»: Бенрат — Хильден — Хан — Фовинкель.

В 1930 году началась масштабная реконструкция железнодорожных путей между Дюссельдорфом и Кёльном. Вместо двух путей укладывалось четыре колеи и, одновременно, железнодорожная насыпь приподнималась с тем, чтобы была возможность рядом с железнодорожным вокзалом Бенрата под новым железнодорожным мостом проложить новую автомобильную дорогу, убрав переезд. В это же время по путепроводу прокладывались и трамвайные рельсы. Таким образом, была убрана трамвайная эстакада. 30 октября 1933 года трамвай из Бенрата в Хильден пошёл под новым железнодорожным мостом. Новый участок пути до бенратского трамвайного депо был заменён на колею нормальной ширины. Трамвайная узкоколейка в направлении Хильдена сократилась ещё на 300 метров и устаревающая одноколейная сеть теперь начиналась из Восточного Бенрата.
В эти же 30-е годы рельсы и прочая трамвайная инфраструктура в направлении из Бенрата на Фовинкель и Олигс были значительно изношены. Требовались масштабная реконструкция и ремонт, но трамвайное управление Дюссельдорфа не желало вкладывать большие деньги в безнадёжный (по его мнению) проект. Оно предложило жителям Хильдена, Олигса и Фовинкеля заменить трамвай троллейбусными линиями. Общины ответили отказом, поэтому ремонт и реконструкцию всё же пришлось провести. Одновременно на некоторых участках рельсовый путь стал двухпутным. На наиболее оживлённых участках движения появилась возможность 10-минутного такта.

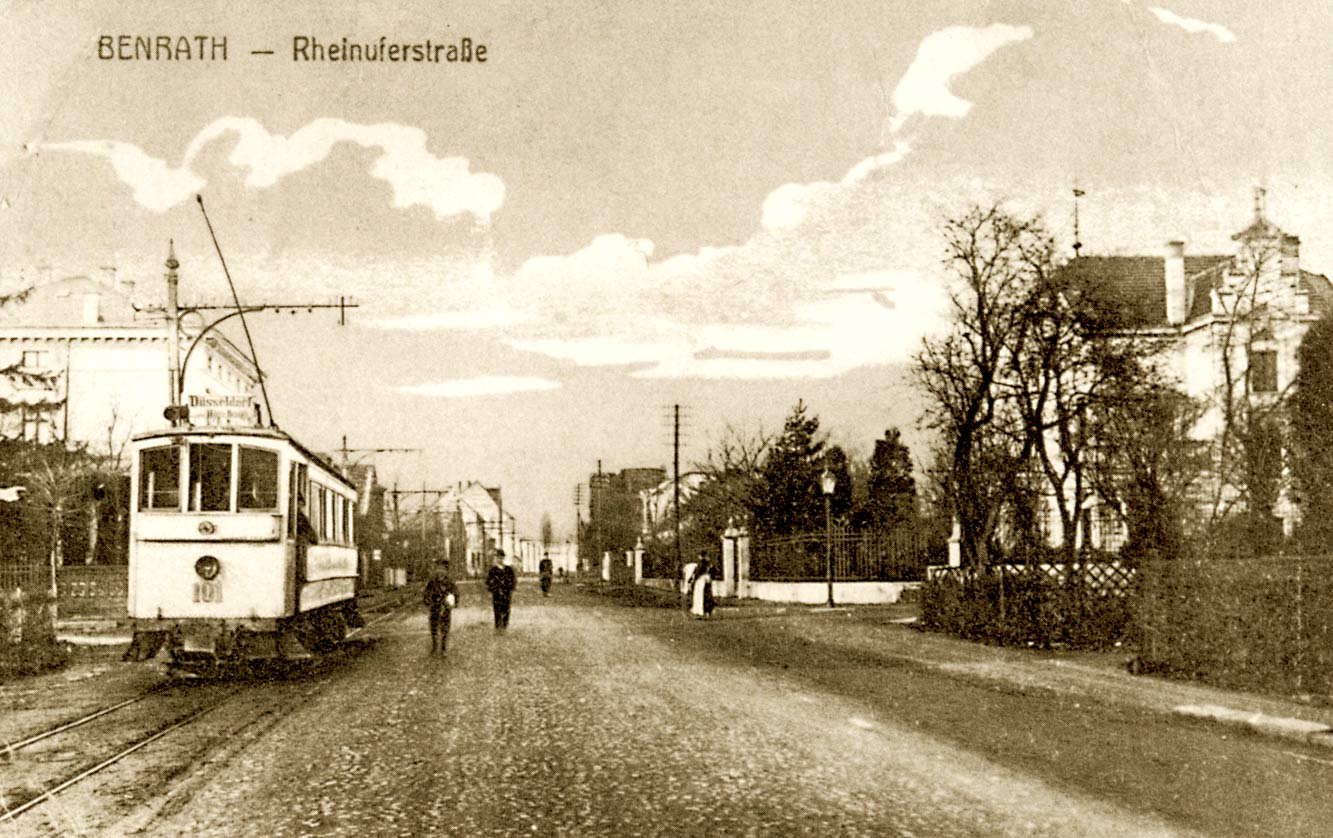
Трамвай в Бенрате в 1900 году

В 1938 году бенратская трамвайная сеть включала следующие линии:
- Номер 1: Рат — Верстен — Хольтхаузен — Бенрат (Rath — Wersten — Holthausen — Benrath)
- Номер «О»: Бенрат — Хильден — Тротцхильден — Олигс (Benrath — Hilden — Ohligs)
- Номер «V»: Бенрат — Хильден — Хан — Оберхан — Фовинкель (Benrath — Hilden — Haan — Oberhaan — Vohwinkel).

Вторая мировая война нанесла бенратской трамвайной сети значительный ущерб.

## История: 1945—1962 годы
Наиболее быстро после окончания войны оправилась линия «О» (Олигс). Она была восстановлена и пущена в эксплуатацию уже 8 июня 1945 года. Но перспектив для существованию бенратского трамвая не оставалось. В связи с активным развитием автобусных линий и железнодорожного транспорта, соединившего Дюссельдорф с Фовинкелем и Олигсом дешёвыми и быстрыми пригородными электропоездами, в пятидесятые годы встал вопрос о закрытии всех линий узкоколейного бенратского трамвая. К тому же улицы, по которым проходила трамвайная колея, были узкими, поэтому при массовой автомобилизации они стали опасными при движении рядом с трамваями.
Дюссельдорф закрывал все узкоколейные трамвайные пути и к 1958 году бенратские узкоколейные линии остались единственными и последними в городе.
8 мая 1961 года последний трамвай проходит по маршруту «V». 15 апреля 1962 года завершается движение по линии «O». Последняя дата считается окончанием истории бенратской трамвайной сети.

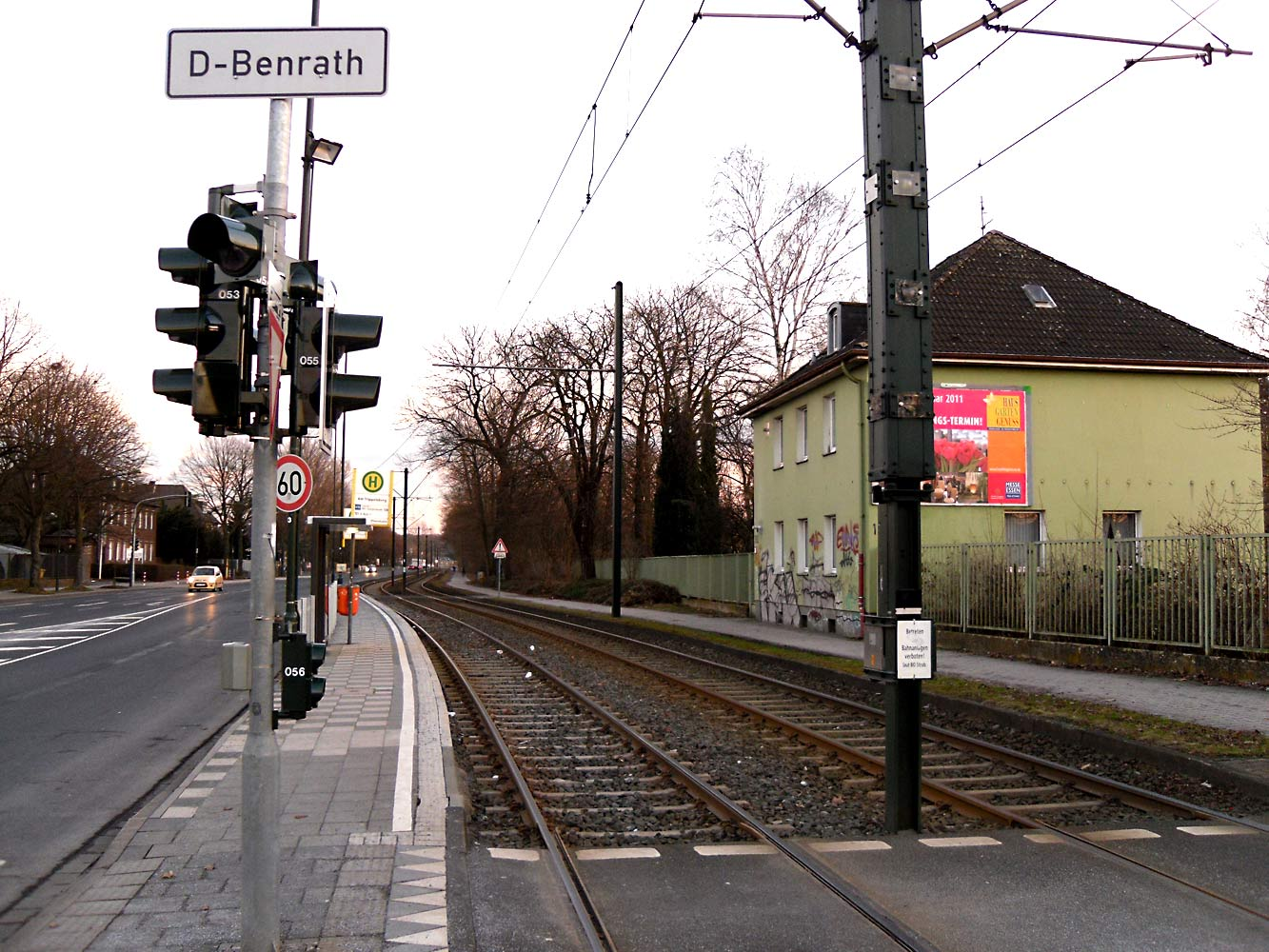
Трамвайные пути в Бенрате, 8 февраля 2011 года

## История: 1962 —
С 1962 года в Бенрате функционирует только дюссельдорфский трамвайный маршрут номер 1 — самый протяжённый и интересный трамвайный маршрут города. В 1980 году его переименовывают в номер 701.
Эпизодически до Бенрата приходят и другие трамвайные линии, но их история непродолжительная. В 1973/1974 годах возникла линия номер 18, заменив прежнюю линию номер 10. Её маршрут в первый год был примечателен:
- Бенрат — Обербильк — Главный железнодорожный вокзал — Ян-Веллен-плац — Нордштрассе — Мессе (Дюссельдорфский международный ярмарочный центр)/Стадион.

Линия 18 являлась предшественницей современного метротрама номер U78. До 1976 года линия 18 действовала исключительно до Бенрата, а с 1976 года стала заканчиваться в Хольтхаузене. Тем не менее, в рабочие дни с понедельника по пятницу по утрам и вечерам трамвай ходил до Бенрата. Депо линии 18 находилось в Верстене (в настоящее время в сооружениях депо построен элитный жилой комплекс, но основные стены и перекрытия сохранены, как памятника технической культуры).
Линия 18 (переименованная в линию 718) прекратила своё существование в день открытия туннеля, соединившего Нордштрассе с главным железнодорожным вокзалом Дюссельдорфа.
24 сентября 2009 года до Бенрата был продолжен маршрут метротрамвая номер U74. 10-минутный такт между поездами остался прежним, но теперь в нём чередуются трамвай 701 и метротрам U74, частично заканчивающие свои маршруты не в Бенрате, а в Хольтхаузене.

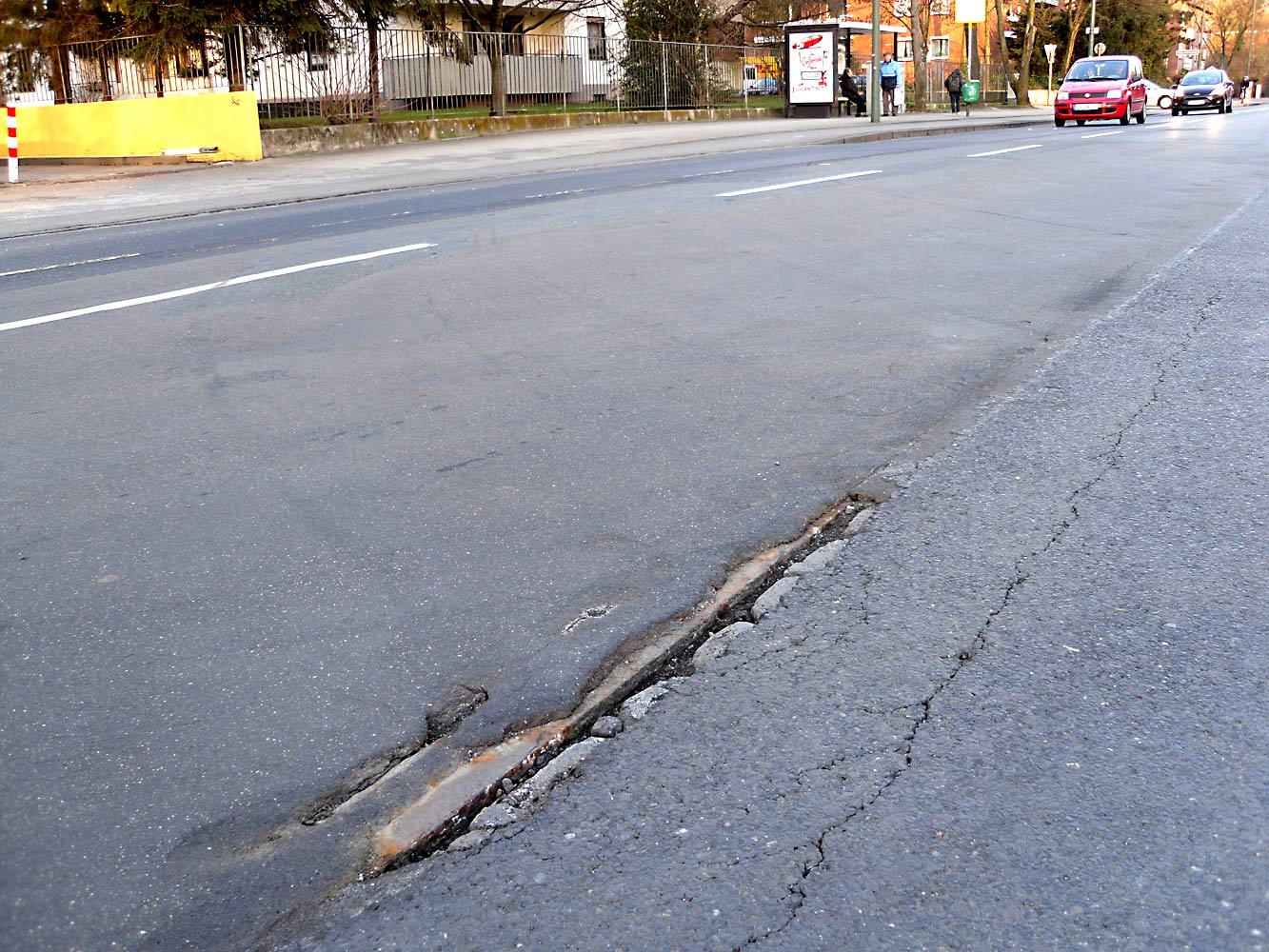
Рельс узкоколейного трамвая Бенрата, закатанный в асфальт на Хильденской улице, 8 февраля 2011 года

## Свидетельства исчезнувшей трамвайной сети
В Бенратском краеведческом архиве хранится довольно много фотографий, рассказывающих об истории бенратской трамвайной сети от времени её создания до современности. Часть из этих фотографий была передана специально для написании этой статьи в Википедии.
В Северном Рейне-Вестфалии исследованиями ранее существовавших трамвайных линий занимаются общественники-любители, организовавшие специальный сайт, где находится информация с фотографиями о следах бенратского узкоколейного трамвая.
Трамвайный след метровой ширины в Бенрате можно видеть на улице Хильденской. Он скрыт под тонким слоем старого асфальта и отчётливо просматривается, а в некоторых местах, где вода создала промоины, виден и сам железный рельс узкоколейки.
На доме номер 8 по Бенратер Шлоссаллее до сих пор можно видеть вмонтированное в стену крепление для контактной сети бывшего бенратского трамвая.